# Tobias Schwab
Tobias Schwab (* 2. April 1985 in Kassel) ist ein deutscher Eishockeyspieler, der seit 2021 für den EC Lauterbach in der Regionalliga spielt. Zuvor lief er unter anderem für die Iserlohn Roosters und Frankfurt Lions in der Deutschen Eishockey Liga (DEL) auf, verbrachte den Großteil seiner Karriere aber in der Oberliga.

## Karriere
Tobias Schwab begann das Eishockeyspiel in seiner Heimatstadt Kassel, wo er die Nachwuchsteams der Eishockey Jugend Kassel durchlief. Danach wechselte er zu den Kölner Junghaien in die DNL, später zum REV Bremerhaven in die Oberliga. Beim ERC Hassfurt spielte er in der Saison 2004/05, obwohl er einen Großteil der Vorbereitung schon bei den Iserlohn Roosters verbrachte. Mitte November 2004 ging der ERC aber insolvent und er konnte doch noch nach Iserlohn wechseln. Sein Premierensaison im Eishockey-Oberhaus spielte er für Trainer Doug Mason und die Vereinsführung so zufriedenstellend, dass ihm ein neuer Vertrag angeboten wurde. In der Saison 2005/06 war er mit einer Förderlizenz für die Revierlöwen Oberhausen ausgestattet. Zur Saison 2006/07 spielt er wieder für seinen Heimatclub Kassel. Nachdem er zunächst auch noch in der Saison 2007/08 für die Huskies aufgelaufen war, wechselte er Mitte der Saison zum EC Bad Nauheim in die Oberliga. In der Saison 2009/10 trat er zudem auf Leihbasis für die Frankfurt Lions in der DEL an. Zur Saison 2010/11 wechselte er zu den Hannover Indians, kehrte aber im Oktober 2010 aufgrund von Unstimmigkeiten mit dem Trainer und seiner Rolle im Team nach Bad Nauheim zurück. Zur Saison 2012/13 spielte er wieder für seinen Heimatclub in Kassel, bevor es ihn 2014 in die Oberliga Nord zog. Ab 2014 spielte er für den EC Harzer Falken Braunlage. Weitere Stationen waren nochmals die Hannover Indians, die EG Diez-Limburg, der ERV Schweinfurt und die Hammer Eisbären, ehe er 2021 zum EC Lauterbach kam.
Im Sommer spielte er regelmäßig Inlinehockey, um sich fit zu halten. Hier wurde er mit den Kaufungen Sharks mehrfach Deutscher Meister.

## Erfolge und Auszeichnungen
- Deutscher Inlinehockey-Meister 2005, 2006, 2007, 2009 und 2010 mit den Kaufungen Sharks
- Oberliga-Meister 2004 mit dem REV Bremerhaven
- DNL-Vizemeister 2003 mit den Kölner Haien

## Karrierestatistik
(Legende zur Spielerstatistik: Sp oder GP = absolvierte Spiele; T oder G = erzielte Tore; V oder A = erzielte Assists; Pkt oder Pts = erzielte Scorerpunkte; SM oder PIM = erhaltene Strafminuten; +/− = Plus/Minus-Bilanz; PP = erzielte Überzahltore; SH = erzielte Unterzahltore; GW = erzielte Siegtore; 1 Play-downs/Relegation; Kursiv: Statistik nicht vollständig)